# Гайлис, Карл Петрович
Карл Петрович Гайлис (латыш. Kārlis Gailis; 1903, Рига — 1973, там же) — латвийский революционер, коммунист, советский государственный и общественный деятель.

## Биография
Трудовую деятельность начал рабочим в Рижском порту, был профсоюзным активистом. За участие в забастовках неоднократно арестовывался.
В 1931 г. вступил в ряды компартии Латвии.
В 1936—1940 г. — член Рижского комитета Коммунистической партии Латвии. Находился в заключении.
В 1939—1949 избирался членом ЦК КП — КП(б) Латвии.
После ввода советских войск в Латвию, 21 июня 1940 года освобождён из тюрьмы и назначен членом Центральной избирательной комиссии по выборам в Народный Сейм.
С 1940 работал заведующим Отделом ЦК КП(б) Латвии.
Участник Великой Отечественной войны. До 1944 г. служил в Латышском воинском подразделении РККА.
В 1944—1947 г. — секретарь, председатель Партийной коллегии ЦК КП(б) Латвии.
В 1947—1948 годах был заместителем председателя Президиума Верховного Совета Латвийской ССР.
С 26 июля 1948 по 1973 г. — секретарь Президиума Верховного Совета Латвийской ССР.
С 1949 до декабря 1963 г. был членом Ревизионной комиссии КП Латвии. Кандидат в члены ЦК КП Латвии (1963—1973).